# Louis-Pierre Mainville
Louis-Pierre Mainville (ur. 3 kwietnia 1986 w Notre-Dame-de-l’Île-Perrot, w Kanadzie) – kanadyjski siatkarz, gra na pozycji środkowego.

## Kariera sportowa
Debiutował w klubie Mistral de Vaudreuil, obecnie nie reprezentuje barw żadnego z zespołów, prócz reprezentacji narodowej.